# 黃子桐
黃子桐（Rachel Wong，1995年6月3日—），香港女藝人，2018年度香港小姐競選入圍12強，後經無綫電視藝員訓練班為無綫電視經理人合約。

## 簡歷
黃子桐生於香港，中學就讀於裘錦秋中學（葵涌），2013年畢業。及後於香港大學畢業，主修中文及犯罪學系。大學畢業後，曾任過醫療機構營運主管。同年10月中便跟無綫電視簽約成為合約藝員，且入讀兩個月的短期無綫電視藝員訓練班。
2020年3月改為經理人合約。2022年於香港中文大學醫學院完成碩士學位，主修公共衛生。
2023年從醫學院畢業後與友人合資成立位於上水及尖沙咀的兩間醫學體檢中心「諾華醫療」專注體檢及醫療服務。同年11月獨資60萬在銅鑼灣開設美容院。

## 演出

### 電視劇（無綫電視）
| 首播       | 劇名                      | 角色                                      |
| 2019年至今 | 《愛·回家之開心速遞》     | 遊客（第608集）                           |
| 2019年至今 | 《愛·回家之開心速遞》     | 香港島大學學生 曉明之女友（第614、711集） |
| 2019年至今 | 《愛·回家之開心速遞》     | 空姐 Susan（第620集）                     |
| 2019年至今 | 《愛·回家之開心速遞》     | 香港島大學營養學系學生（第638集）         |
| 2019年至今 | 《愛·回家之開心速遞》     | 知客（第643集）                           |
| 2019年至今 | 《愛·回家之開心速遞》     | 伍美琪 Katy（第655、675集）               |
| 2019年至今 | 《愛·回家之開心速遞》     | 石原美美子（第788集）                     |
| 2019年至今 | 《愛·回家之開心速遞》     | 中醫師（第939集）                         |
| 2019年至今 | 《愛·回家之開心速遞》     | 「寵物藥妝」店員（第977集）               |
| 2019年至今 | 《愛·回家之開心速遞》     | Alex（第1971集） 申瑞素舊同學 (第2230集） |
| 2020年     | 《那些我愛過的人》        | 新娘（第18集）                            |
| 2020年     | 《迷網》                  | 泛奕金融職員（第22-25集）                 |
| 2020年     | 《踩過界II》              | 郭琳同學（第1、3集）                      |
| 2021年     | 《陀槍師姐2021》          | 警員                                      |
| 2021年     | 《大步走》                | 創奇學員（第1集）                         |
| 2021年     | 《伙記辦大事》            | 接待員（第15、26、29集）                  |
| 2021年     | 《逆天奇案》              | 秘書（第17集）                            |
| 2021年     | 《刑偵日記》              | 軍裝警員                                  |
| 2021年     | 《七公主》                | 劍擊手（第12集）                          |
| 2021年     | 《七公主》                | 途人（第13、21集）                        |
| 2021年     | 《七公主》                | 護士（第17集）                            |
| 2021年     | 《七公主》                | 客人（第22集）                            |
| 2021年     | 《我家無難事》            | 護士（第2集）                             |
| 2021年     | 《我家無難事》            | 女模（第18集）                            |
| 2021年     | 《把關者們》              | 簡彥桐（Toby）                            |
| 2021年     | 《換命真相》              | 蔣嘉琳                                    |
| 2021年     | 《拳王》                  | 舉牌女郎                                  |
| 2021年     | 《愛上我的衰神》          | 記者（第4集）                             |
| 2022年     | 《異搜店》                | 職員（第11-12集）                         |
| 2022年     | 《雙生陌生人》            | Kate                                      |
| 2022年     | 《十八年後的終極告白2.0》 | 林雙雙（Daisy）                           |
| 2022年     | 《回歸光影頌: 曙光》      | 記者                                      |
| 2022年     | 《童時愛上你》            | 護士（第11集）                            |
| 2022年     | 《白色強人II》            | 記者（第7集）                             |
| 2022年     | 《美麗戰場》              | 禮儀小姐（第15集）                        |
| 2022年     | 《下流上車族》            | Rachel（第13集）                          |
| 2022年     | 《超能使者》              | 女模（第11集）                            |
| 2023年     | 《輕·功》                 | 工作人員（第22集）                        |
| 2023年     | 《新四十二章》            | 美（第18集）                              |
| 2023年     | 《隱門》                  | 爽（第12集）                              |
| 2023年     | 《靈戲逼人》              | 小風（第2 - 3、8集）                      |
| 2023年     | 《寵愛Pet Pet》           | 偷情女（第5集）                           |
| 2023年     | 《你好，我的大夫》        |                                           |
| 2023年     | 《新聞女王》              | 記者                                      |
| 2024年     | 《本尊就位》              | 甘藍                                      |
| 2024年     | 《神耆小子》              | 姚金花                                    |
| 2024年     | 《反黑英雄》              | 欣                                        |
| 2024年     | 《異空感應》              | 唐美莉 ( Mily )                           |
| 2025年     | 《富貴千團》              | 靚女（第2、4集）                          |
| 2025年     | 《富貴千團》              | 訓導女（第3集）                           |
| 2025年     | 《痞子無間道》            | 妓女（第23集）                            |
| 2025年     | 《痞子無間道》            | 聖徒（第25集）                            |
| 2025年     | 《奪命提示》              | 勝女友（第18集）                          |
| 2025年     | 《虛擬情人》              | 記者（第9、11、12、14集）                 |

### 綜藝節目（無綫電視）
| 播出年份 | 節目名                | 備註          |
| 2019年   | 《PARK YOHO週末速遞》 | 少女（第3集） |
| 2019年   | 《娛樂大家》          | 娛樂女郎      |
| 2020年   | 《娛樂大家10點半》    | 娛樂女郎      |
| 2022年   | 《666永: 逝者代言人》 | 主持          |

### 電影
| 首映   | 電影名       | 角色 |
| 2025年 | 《祥賭必贏》 |      |

## 外部連結
- 2018香港小姐競選 - 16號　黃子桐 Rachel Wong - 佳麗檔案 - tvb.com
- 黃子桐的Instagram帳戶
- 黃子桐的Facebook專頁